# Bautó
Bautó (llatí: Flavius Bauto)  (segle IV - 388) Flavi Bautó va ser un franc romanitzat que va servir com a magister militum de l'Imperi Romà i va ser una figura poderosa a la cort de l'emperador Valentinià II.

## Biografia
L'any 381, durant la Guerra Gòtica (376-382), Bautó va ser enviat per l'emperador occidental Gracià amb un exèrcit expedicionari per ajudar l'emperador oriental, Teodosi I. Com és habitual, les fonts no el nomenen explícitament magister militum, però la importància d'aquesta missió la fa molt probable.
Gracià va ser derrotat i assassinat el 383 per l'usurpador Magne Màxim, que es va establir com a emperador a Britània i la Gàl·lia. L'emperador Valentinià II, anteriorment subordinat al seu germanastre Gracià, es va convertir en de facto en governant independent, tot i que la seva autoritat es limitava a Itàlia i tenia una reputació de debilitat derivada de la seva ascensió al tron quan era nen. Així, ministres poderosos com Bautó van poder exercir un gran control sobre el règim de Valentinià.
Per exemple, Bautó va organitzar la defensa d'Itàlia i va rebre el prestigiós consolat l'any 385, tot i que no va ser el primer escollit per al càrrec. Segons el bisbe Ambròs, Màxim va acusar Bautó d'atacar-lo amb tropes bàrbares i de tenir la intenció d'utilitzar Valentinià II com a emperador titella per poder manar a través d'ell. En matèria de religió, no és clar si Bautó era un politeista grecoromà o cristià. Ell i Rumorid, que era politeista, eren presents davant Valentinià II quan Ambròs va convèncer amb èxit l'emperador contra la proposta de Quint Aureli Símmac de restaurar l'Altar pagà de la Victòria, que havia estat retirat anteriorment de la Cúria Júlia. Més tard, els dos homes van estar d'acord amb la decisió de Valentinià II. Si Bautó era politeista i havia donat suport a la restauració de l'Altar, el seu poder devia ser limitat en alguns aspectes.
Va morir en algun moment després del 385, sense que les fonts enregistrin cap acte delictiu. Després, la seva filla Èlia Eudòxia va residir a casa d'un fill de Promot, un enemic de Rufí, i més tard es va casar amb l'emperador Arcadi el 395, convertint-se en una de les emperadrius més poderoses del període. El seu càrrec militar va ser succeït per Arbogast, que va influir en Valentinià II i que Joan d'Antioquia afirma que és fill de Bautó.